# Fabiano Medina da Silva
Fabiano (* 18. Januar 1982 in Ribeirão Preto) ist ein brasilianischer ehemaliger Fußballspieler, der vorwiegend im Mittelfeld zum Einsatz kam.

## Karriere
Fabiano begann seine Karriere bei EC Vitória. Später unterzeichnete er einen Vertrag bei Atalanta Bergamo, wo er jedoch ausschließlich im Jugendteam zum Einsatz kam. Nach mehreren Stationen in der Serie C1 unterzeichnete er am 30. August 2007 einen Vertrag mit dem Erstligisten US Lecce.